# Tasman (motor de layout)
Tasman é um motor de layout desenvolvido pela Microsoft para ser incluso na versão do Internet Explorer 5 para Macintosh. Essa foi uma tentativa de melhorar os padrões web, definidos pela World Wide Web Consortium. Na época de seu lançamento, o Tasman foi visto como o motor de layout com o melhor suporte para os padrões web como HTML e CSS. O Internet Explorer para Mac atualmente não é mais suportado, mas novas versões do Tasman foram incorporadas a outros produtos da Microsoft.
Tantek Çelik liderou a equipe que desenvolveu o Tasman como Líder de Desenvolvimento de Software. Tasman começou a ser usado com motor de layout ao MSN para Mac OS X; e no Office 2004 para Mac.